# Gudo de Cavaleiro
Gudo de Cavaleiro é uma montanha da ilha de Santo Antão, em Cabo Verde. Fica situada no centro da ilha, servindo de datum para a cartografia local à escala 1:25.000.